# Anthony Ujah
Anthony Ujah, né le 14 octobre 1990 à Ugbokolo au Nigeria, est un footballeur international nigérian. Il évolue au poste d'attaquant à l'Eintracht Brunswick.

## Biographie
Il a été formé au Abuja FC avant de faire ses débuts en championnat du Nigeria sous les couleurs des Kano Pillars. Transféré aux Warri Wolves, il n’y reste que deux ans avant de rejoindre le championnat norvégien et Lillestrøm SK.
Le 28 juin 2011, Anthony Ujah signe en faveur du FSV Mayence. Malgré les gros espoirs placés en lui, du fait du montant de son transfert et de son statut de successeur d'André Schürrle, il peine à s'impose et ne joue que douze matchs pour deux buts, tous deux inscrits, le 4 novembre 2011, lors de la victoire à domicile du FSV Mayence face au VfB Stuttgart (3-1).
Le 2 septembre 2012, il est prêté au FC Cologne. Lors de son prêt, il inscrit 13 buts avec le club rhénan en 2. Bundesliga, notamment des buts importants comme celui de la victoire à Paderborn et celui de l'égalisation à domicile face à Dresde. Le 8 juillet 2013, convaincu par ses performances et malgré l'échec dans la course à la montée, le FC Cologne décide de l'engager définitivement. Le 21 avril 2014, Anthony Ujah devient officiellement champion de 2. Bundesliga avec le FC Cologne lors de la 31e journée, à la suite de la victoire par 3 buts à 1 face à Bochum au cours de laquelle il marque le dernier but.
Le 15 mai 2013, Anthony Ujah est retenu pour la première fois dans la sélection nationale nigériane en vue d'un match amical face au Mexique. Le 31 mai 2013, il honore sa première sélection lors de la rencontre face au Mexique (2-2).

## Statistiques

### En club
| Saison                | Club                  | Championnat           | Championnat | Championnat | Coupe(s) nationale(s) | Coupe(s) nationale(s) | Compétition(s) continentale(s) | Compétition(s) continentale(s) | Compétition(s) continentale(s) | Nigeria | Nigeria | Total | Total |
| Saison                | Club                  | Division              | M.          | B.          | M.                    | B.                    | Comp.                          | M.                             | B.                             | M.      | B.      | M.    | B.    |
| 2010                  | Lillestrøm SK         | Tippeligaen           | 24          | 14          | -                     | -                     | -                              | -                              | -                              | -       | -       | 24    | 14    |
| 2011                  | Lillestrøm SK         | Tippeligaen           | 12          | 13          | 1                     | 0                     | -                              | -                              | -                              | -       | -       | 13    | 13    |
| Sous-total            | Sous-total            | Sous-total            | 36          | 27          | 1                     | 0                     | -                              | 0                              | 0                              | 0       | 0       | 37    | 27    |
| 2011-2012             | FSV Mayence           | Bundesliga            | 12          | 2           | 2                     | 0                     | C3                             | 2                              | 0                              | -       | -       | 16    | 2     |
| 2012-2013             | FSV Mayence           | Bundesliga            | -           | -           | 1                     | 0                     | -                              | -                              | -                              | -       | -       | 1     | 0     |
| Sous-total            | Sous-total            | Sous-total            | 12          | 2           | 3                     | 0                     | -                              | 2                              | 0                              | 0       | 0       | 17    | 2     |
| 2012-2013             | FC Cologne (prêt)     | 2. Bundesliga         | 28          | 13          | 2                     | 0                     | -                              | -                              | -                              | 4       | 0       | 34    | 13    |
| 2013-2014             | FC Cologne            | 2. Bundesliga         | 34          | 11          | 3                     | 0                     | -                              | -                              | -                              | -       | -       | 37    | 11    |
| 2014-2015             | FC Cologne            | Bundesliga            | 32          | 10          | 3                     | 2                     | -                              | -                              | -                              | 1       | 0       | 36    | 12    |
| Sous-total            | Sous-total            | Sous-total            | 94          | 34          | 8                     | 2                     | -                              | 0                              | 0                              | 5       | 0       | 107   | 36    |
| 2015-2016             | Werder Brême          | Bundesliga            | 32          | 11          | 5                     | 3                     | -                              | -                              | -                              | 2       | 0       | 39    | 14    |
| Sous-total            | Sous-total            | Sous-total            | 32          | 11          | 5                     | 3                     | -                              | -                              | -                              | 2       | 0       | 39    | 14    |
| 2016                  | Liaoning Whowin       | CSL                   | 15          | 5           | -                     | -                     | -                              | -                              | -                              | -       | -       | 15    | 5     |
| 2017                  | Liaoning Whowin       | CSL                   | 24          | 5           | -                     | -                     | -                              | -                              | -                              | -       | -       | 24    | 5     |
| Sous-total            | Sous-total            | Sous-total            | 39          | 10          | 0                     | 0                     | -                              | 0                              | 0                              | 0       | 0       | 39    | 10    |
| 2017-2018             | FSV Mayence           | Bundesliga            | 11          | 0           | 1                     | 0                     | -                              | -                              | -                              | -       | -       | 12    | 0     |
| 2018-2019             | FSV Mayence           | Bundesliga            | 22          | 4           | 1                     | 0                     | -                              | -                              | -                              | -       | -       | 23    | 4     |
| Sous-total            | Sous-total            | Sous-total            | 33          | 4           | 2                     | 0                     | -                              | 0                              | 0                              | 0       | 0       | 35    | 4     |
| 2019-2020             | Union Berlin          | Bundesliga            | 24          | 3           | 4                     | 1                     | -                              | -                              | -                              | -       | -       | 28    | 4     |
| 2021-2022             | Union Berlin          | Bundesliga            | 3           | 0           | -                     | -                     | C4                             | -                              | -                              | -       | -       | 3     | 0     |
| Sous-total            | Sous-total            | Sous-total            | 27          | 3           | 4                     | 1                     | -                              | 0                              | 0                              | 0       | 0       | 31    | 4     |
| 2022-2023             | Eintracht Brunswick   | 2. Bundesliga         | 29          | 10          | 1                     | 0                     | -                              | -                              | -                              | -       | -       | 30    | 10    |
| 2023-2024             | Eintracht Brunswick   | 2. Bundesliga         | 8           | 3           | 1                     | 0                     | -                              | -                              | -                              | -       | -       | 9     | 3     |
| Sous-total            | Sous-total            | Sous-total            | 37          | 13          | 2                     | 0                     | -                              | 0                              | 0                              | 0       | 0       | 39    | 13    |
| Total sur la carrière | Total sur la carrière | Total sur la carrière | 310         | 104         | 25                    | 6                     | -                              | 2                              | 0                              | 7       | 0       | 344   | 110   |

## Palmarès
- FC Cologne
  - Champion de 2. Bundesliga en 2014